# Liste von Rebsorten/Q
Legende, Erläuterungen und Quellen: Siehe Hauptartikel!
Hinweise zu Änderungen bzw. Ergänzungen siehe Diskussion.
| Rebsorte - wichtige Synonyme                      | VIVC | Bild | Verw.   | H.  | Spe.  | Abstammung                  | Zü.J. | ha 2010 | Anbauländer   |
| ------------------------------------------------- | ---- | ---- | ------- | --- | ----- | --------------------------- | ----- | ------- | ------------- |
| Quagliano - Caian, Caillan Noir, Cari, Quagliana, |      |      | RWT     | ITA | V.Vi. |                             |       | 9       | Italien       |
| Quebranta                                         |      |      | WWT, TT | PER | V.Vi. | Listan Prieto × Mollar Cano |       | 330     | Spanien, Peru |